# 1924년 하계 올림픽
1924년 하계 올림픽(영어: 1924 Summer Olympics, Games of the VIII Olympiad, 프랑스어: Jeux olympiques d'été de 1924)은 1924년에 프랑스 파리에서 개최된 제8회 하계 올림픽이다. 1924년 7월 5일 개막식이 치러졌으나 일부 경기는 5월 4일부터 진행되었다. 1900년 하계 올림픽에 이어 파리에서 개최된 역대 두번째 올림픽으로, 올림픽을 2회 치른 최초의 도시라는 기록을 얻게 되었다. 이로부터 100년 뒤 파리는 2024년 하계 올림픽을 개최한다.
1924년 하계 올림픽 개최지 선정에는 총 6개 도시가 참가하였으며, 파리 외에도 암스테르담, 바르셀로나, 로스앤젤레스, 프라하, 로마 등이 나섰다. 1921년 스위스 로잔에서 개최된 제19차 IOC 총회에서 표결을 거쳐 파리를 개최지로 선정하였다. 대회 개최비용은 총 1천만 프랑으로 추산되며, 매일 최대 6만 명에 달하는 관중을 동원했음에도 대회 수입은 549만여 프랑에 그쳐 적자 올림픽으로 기록되었다. 개최국 프랑스는 401명의 선수가 출전하였으나 대회 종합순위 1위는 229명의 선수를 파견한 미국이 차지하였다.

## 배경

### 개최지 선정
1921년 스위스 로잔에서 열린 제19차 국제올림픽위원회 (IOC) 총회에서 바르셀로나, 프라하, 로마, 리옹, 암스테르담, 로스앤젤레스 등의 도시가 경합을 벌인 가운데 프랑스 수도 파리가 개최지로 선정되었다. 국제올림픽위원회는 상기 후보도시 가운데서도 로스앤젤레스와 파리를 올림픽 개최지로 가장 선호하였다.
피에르 드 쿠베르탱 당시 IOC 위원장은 프랑스에서 다시 한번 올림픽을 개최하고 싶다는 소망을 갖고 있었는데 이는 프랑스 파리에서 처음 열린 1900년 하계 올림픽이 제대로 된 올림픽으로 치러지지 않은 것에서 유래했다. 당시 이 대회는 경기 운영상에서 상당한 문제를 빚었고 일각에서는 1900년 만국 박람회와 연계된 단순한 국제 체육대회로 여기기도 했다. 이는 대회 명칭 자체가 올림픽이 아니라 '국제 체육 스포츠 대회' (concours internationaux d'exercices physiques et de sports)로 불렸던 것도 한몫했다. 
쿠베르탱 남작은 이번에야말로 프랑스 파리에서 다시 한번 올림픽 대회를 조직하여 전세계 선수들이 한데 어우러지는 모습을 증명하고 싶었다. 국제올림픽위원회 내부에서도 반대하는 목소리가 존재하였으나 연이은 논의 끝에 쿠베르탱 남작의 소망이 이루어지게 되었다.

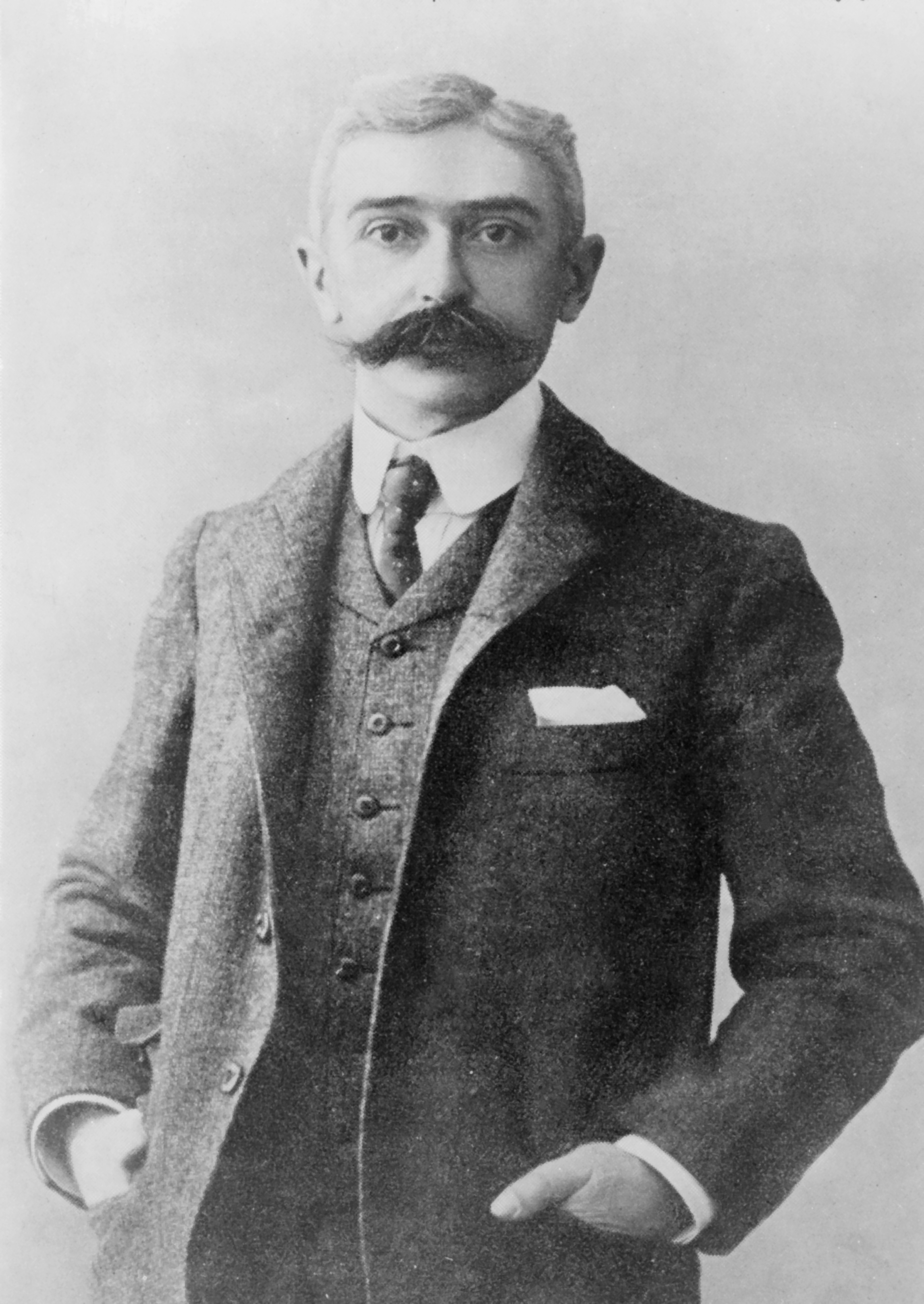
근대 올림픽의 창시자 피에르 드 쿠베르탱 남작

제19차 IOC 총회는 1924년 제1회 동계 올림픽을 프랑스 샤모니에서 개최하고, 하계올림픽 대회에 최초의 올림픽 선수촌을 건설한다는 역사적인 결정이 내려진 총회이기도 했다.

### 쿠베르탱 남작의 마지막 대회
국제올림픽위원회 초대 위원장으로 재임중이던 피에르 드 쿠베르탱 남작이 이 대회를 끝으로 위원장 임기를 마치고 물러났다. 쿠베르탱의 설득에 따라 고국 프랑스에서 치러지게 된 이번 대회는 관객동원의 부재와 일부 재정적 어려움에도 불구하고, 선수들의 참여와 성과는 물론, 올림픽 대회에 대한 관심이 높아지는 가운데 성공적이었던 대회로 평가되었다.
쿠베르탱 남작은 1894년 국제올림픽위원회를 창설하였으며 근대 올림픽의 부활을 주도한 핵심적인 인물이었다. 따라서 대회 기간 동안 쿠베르탱 남작에 대한 헌사가 이어지기도 했다. 1924년 6월 23일 쿠베르탱 남작은 근대 올림픽 30주년을 기념하여 "나는 할 일을 다 했다"는 선언과 함께 퇴임 의사를 재확인하였다. 이듬해 1925년 쿠베르탱 남작은 벨기에의 앙리 드 바예라투르 백작에게 위원장직을 넘겨주었다. 이후로도 쿠베르탱 남작은 IOC 자문위원으로 활동하며 '교육개혁헌장' (Charte de la Réforme pédagogique)을 비롯한 수많은 저서를 남기는 동시에, 올림픽 운동의 발전에 힘쓰다 1937년 세상을 떠났다.

## 개폐막식

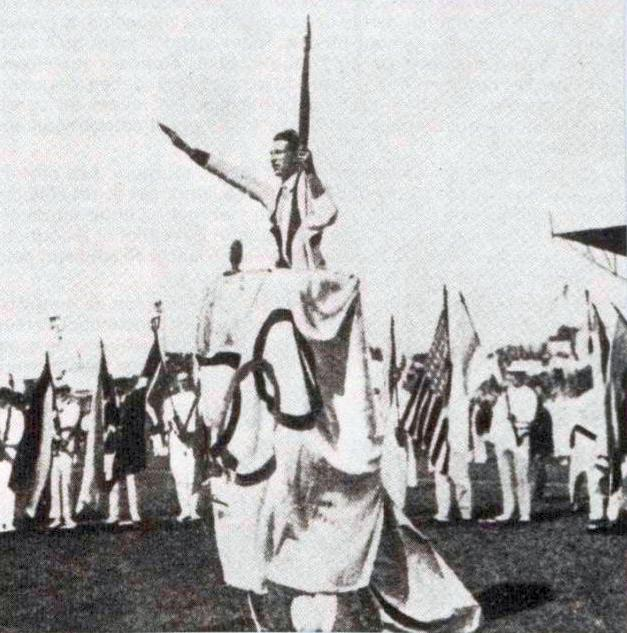
올림픽 선서에 나선 제오 앙드레

1924년 7월 5일 파리 스타드 드 콜롱브에서 4만 명의 관중이 모인 가운데 개막식이 거행되었다. 44개국 선수단이 프랑스 알파벳 순으로 개회식장에 입장하였으며, 첫번째로 입장한 국가는 남아프리카 연방, 마지막으로 입장한 국가는 유고슬라비아였다. 프랑스, 영국, 미국 선수단은 관중들로부터 뜨거운 박수를 받으며 행진하였다.
피에르 드 쿠베르탱 IOC 위원장이 참석한 가운데 프랑스 제3공화국 대통령으로 취임한 가스통 두메르그가 개회 선언을 하였으며, 국립 오르페옹 크리크시크 합창단 (La Société nationale des orphéonistes Crick Sicks)가 공연에 나섰다. 팡파레와 축포가 이어진 가운데 올림픽기가 경기장 중앙 깃대에 게양되었으며, 대회 조직위원장 클라리 백작의 연설과 1908년, 1920년 메달리스트 제오 앙드레의 선수 대표 올림픽 선서로 개막식이 마무리되었다.
폐막식은 1924년 7월 27일 거행되었으며 국제올림픽위원회기, 개최국기, 차기 대회 개최국기의 3개 깃발이 경기장에 게양되었다.

개막식 풍경
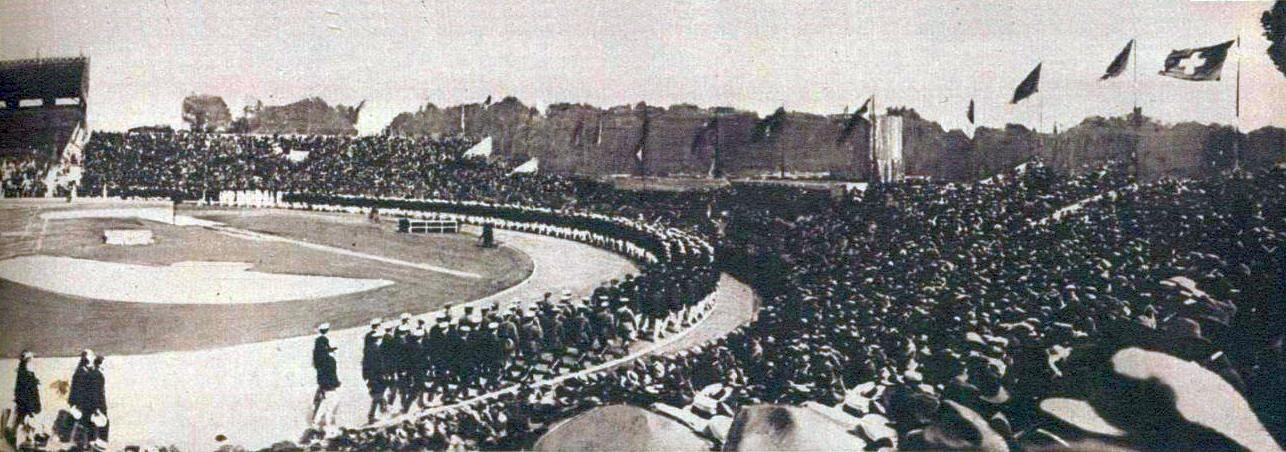
선수단 입장
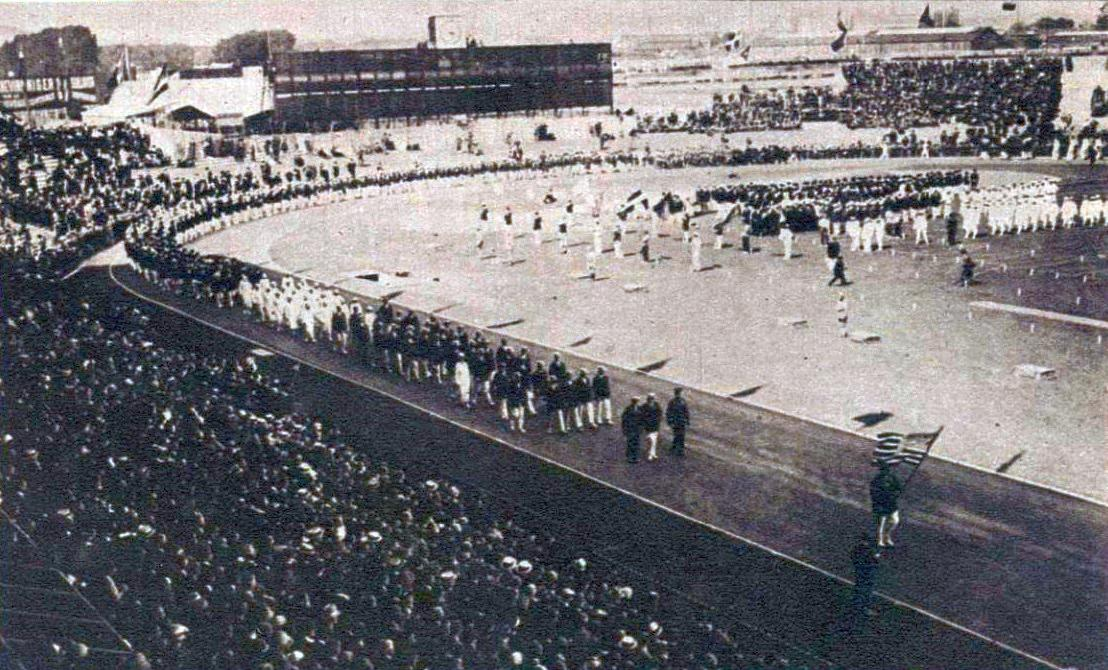
미국 선수단
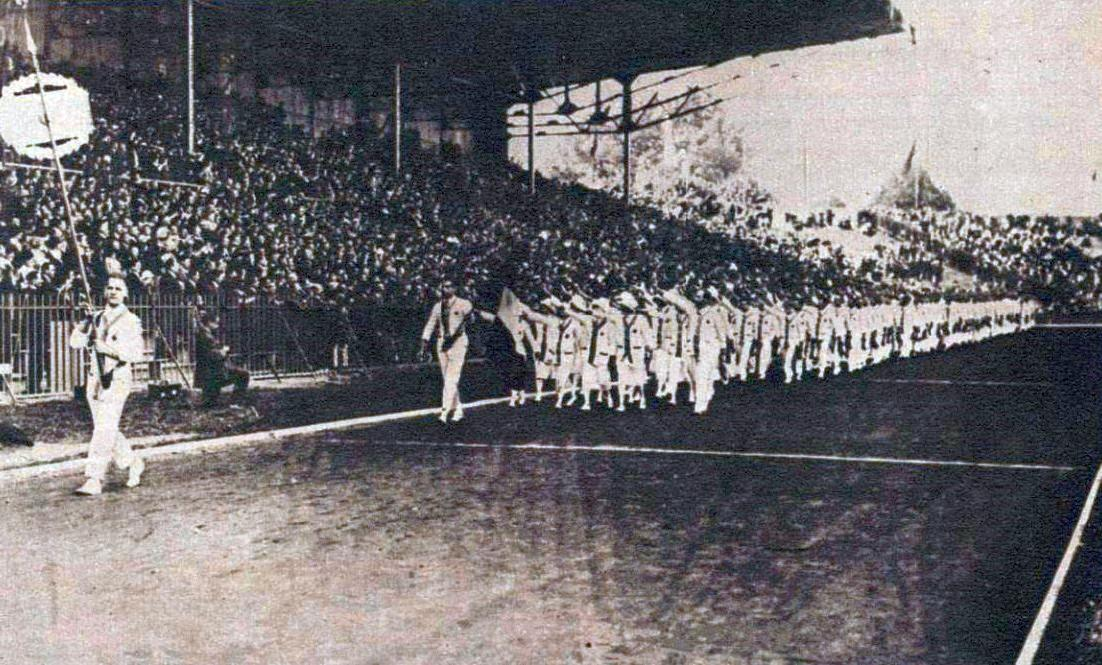
프랑스 선수단
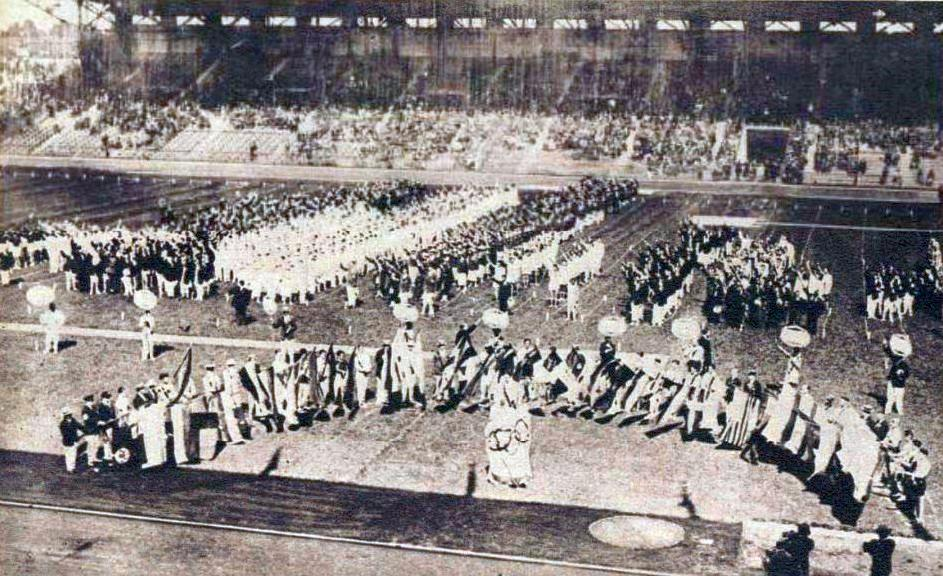
한자리에 모인 45개국 기수
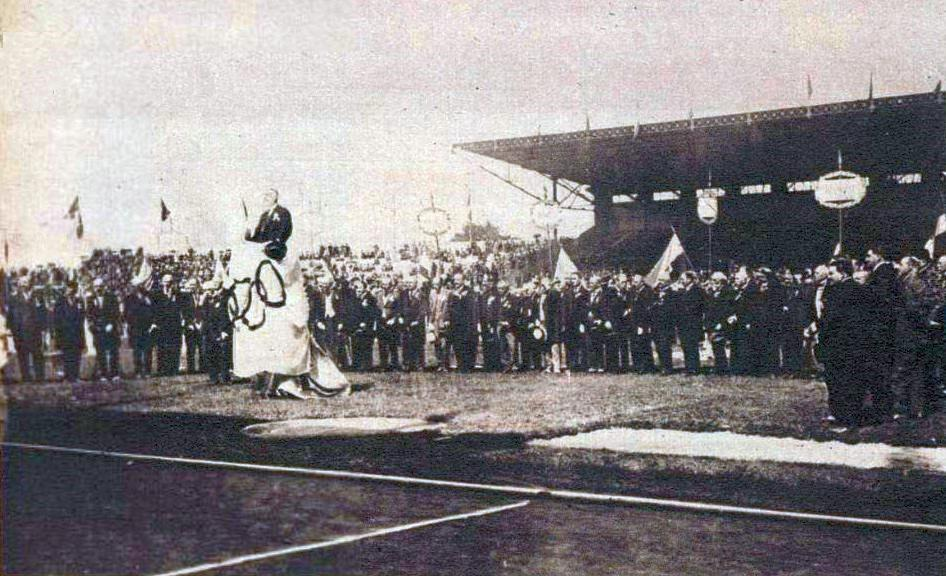
쥐스티니앙 클라리 대회 조직위원장의 연설

## 참가국

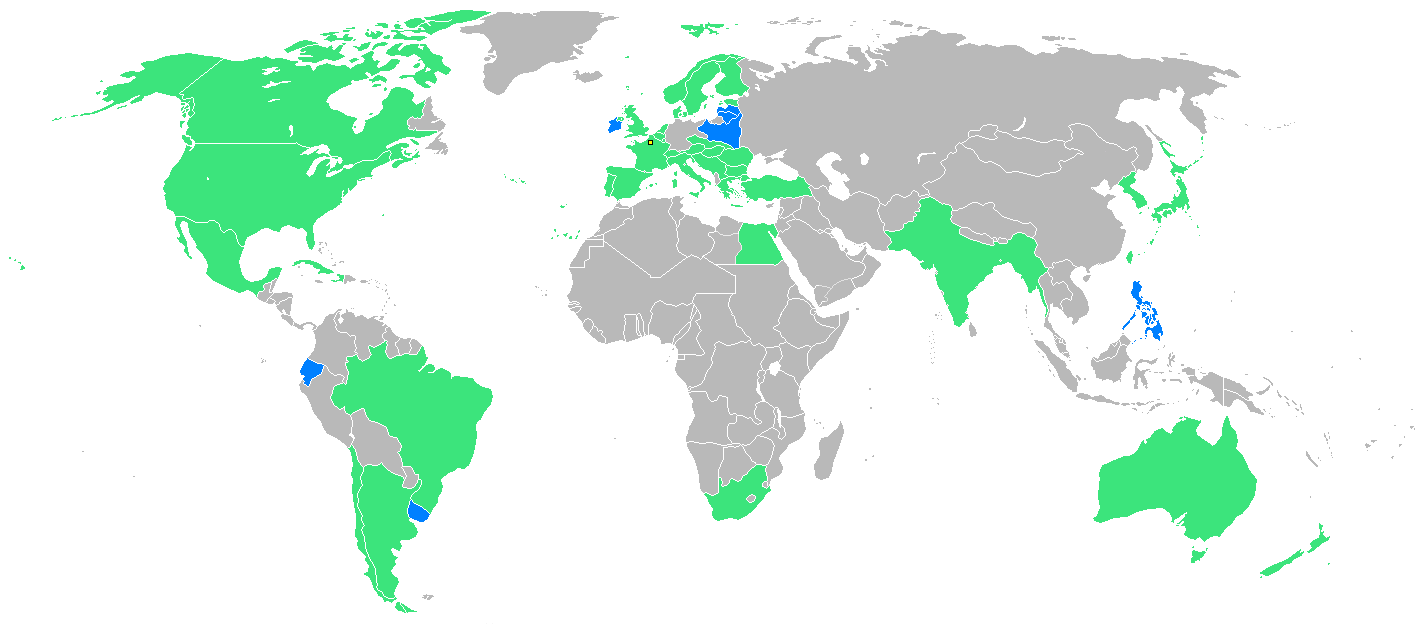
1924년 하계 올림픽 참가국

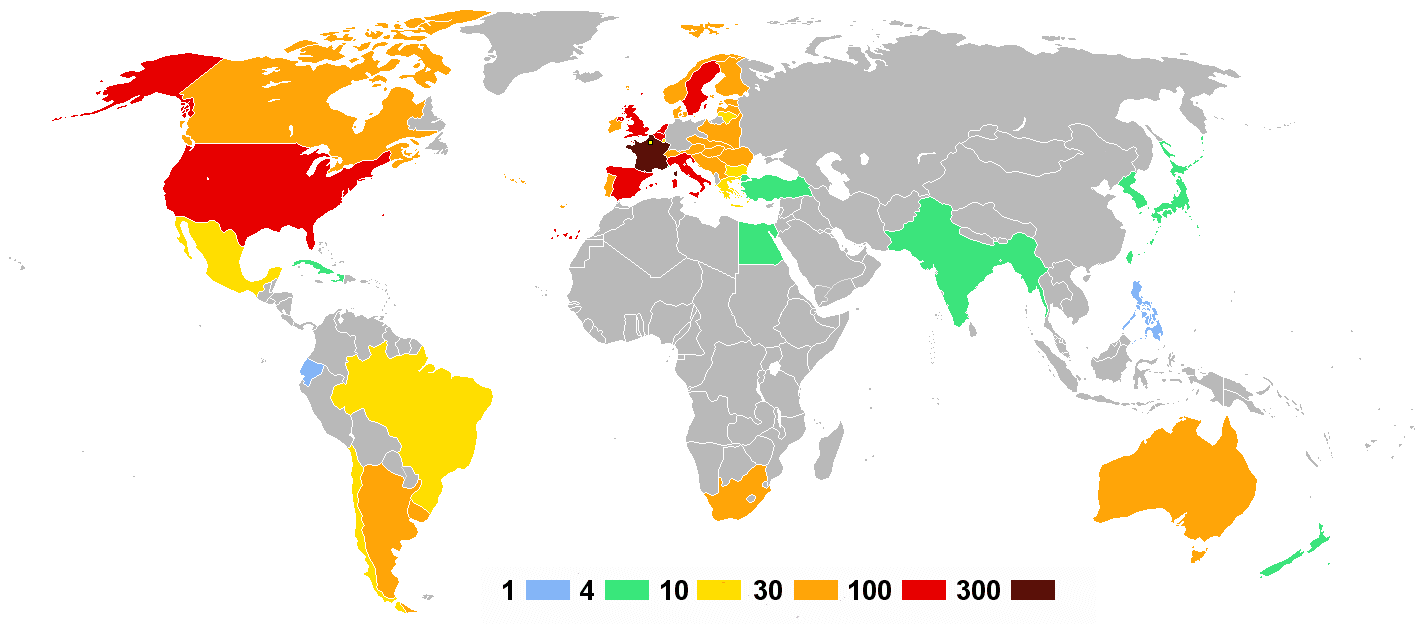
참가국들이 파견한 선수단의 인원 수

이번 대회에는 44개국이 참가하였다. 제1차 세계 대전으로 직전 대회에서 출전이 금지된 독일은 여전히 조직위 측의 초청을 받지 못하여 불참하게 되었다.
에콰도르, 아이티, 아일랜드, 라트비아, 리투아니아, 필리핀, 폴란드, 우루과이 8개국이 처음으로 하계 올림픽에 참가했다. 이 가운데 필리핀은 1900년 하계 올림픽 당시 비독립국 자격으로 참가한 적이 있었으며, 라트비아와 폴란드는 1924년 동계 올림픽에 처음 참가하였다. 이밖에도 중국(당시 중화민국)이 참가하였으나 경기 출전은 하지 않았다.
1924년 하계 올림픽 참가국과 인원은 다음과 같다.
| 참가국 및 인원 목록 |
| --- |
| - 아르헨티나 (77) - 오스트레일리아 (36) - 오스트리아 (49) - 벨기에 (172) - 브라질 (12) - 불가리아 (24) - 캐나다 (65) - 칠레 (11) - 쿠바 (9) - 체코슬로바키아 (70) - 덴마크 (89) - 에콰도르 (3) - 이집트 (33) - 에스토니아 (44) - 핀란드 (90) - 프랑스 (401)(개최국) - 영국 (267) - 그리스 (26) - 아이티 (8) - 헝가리 (89) - 인도 (7) - 아일랜드 (39) - 이탈리아 (200) - 일본 (19) - 라트비아 (41) - 리투아니아 (13) - 룩셈부르크 (22) - 멕시코 (15) - 모나코 (7) - 네덜란드 (153) - 뉴질랜드 (4) - 노르웨이 (62) - 필리핀 (1) - 폴란드 (65) - 포르투갈 (30) - 루마니아 (51) - 남아프리카 연방 (30) - 스페인 (129) - 스웨덴 (108) - 스위스 (75) - 튀르키예 (31) - 미국 (299) - 우루과이 (31) - 유고슬라비아 (37) |

- 중화민국도 4명의 테니스 선수를 참가시켰으나 개회식 후 철수하였다.

## 개최 종목
| - 근대5종 - 다이빙 - 럭비 - 레슬링 - 복싱 - 사격 - 사이클 | - 수구 - 수영 - 승마 - 역도 - 요트 - 육상 - 조정 | - 체조 - 축구 - 테니스 - 펜싱 - 폴로 |

### 시범 종목
- 라칸
- 배구
- 사바트
- 주드폼
- 카누
- 펠로타

### 비공식 종목
- 예술

## 메달 집계
| 순위 | 국가          | 금메달 | 은메달 | 동메달 | 합계 |
| ---- | ------------- | ------ | ------ | ------ | ---- |
| 1    | 미국          | 45     | 27     | 27     | 99   |
| 2    | 핀란드        | 14     | 13     | 10     | 37   |
| 3    | 프랑스        | 13     | 15     | 10     | 38   |
| 4    | 영국          | 9      | 13     | 12     | 34   |
| 5    | 이탈리아 왕국 | 8      | 3      | 5      | 16   |
| 6    | 스위스        | 7      | 8      | 10     | 25   |
| 7    | 노르웨이      | 5      | 2      | 3      | 10   |
| 8    | 스웨덴        | 4      | 13     | 12     | 29   |
| 9    | 네덜란드      | 4      | 1      | 5      | 10   |
| 10   | 벨기에        | 3      | 7      | 3      | 13   |

## 주요 대회 기록
- 1920년 하계 올림픽과 마찬가지로 1924년 하계 올림픽에서도 독일은 초대받지 못했으며, 다음 올림픽인 1928년 하계 올림픽이 되어서야 초대받게 된다. 한편 독일을 제외한 나머지 제1차 세계 대전 패전국은 다시 올림픽 대회에 참가하였다.
- 아일랜드가 처음으로 영국과 독립된 선수단으로 참가했다.
- 펜싱 경기에는 여성이 처음으로 출전했고 테니스 경기가 잔디 코트에서 실시되었으며, 육상경기는 3,000명 이상의 관중이 연일 몰려들었다. 경기는 17개 종목, 126개 세부종목으로 실시되었는데, 양궁·하키가 제외되고 카누가 시범종목으로 실시되었다.
- 수영에서는 '땅 위의 달리기영웅'으로 칭송받은 미국의 조니 와이즈뮬러가 자유형100m·400m와 800m계영에서 우승하여 3관왕이 되었는데, 후일 영화 타잔의 배우로 활약하기도 했다.
- 이 대회에서 핀란드의 파보 누르미가 시간차를 극복하고 5개의 금메달을 땄다.
- 스코틀랜드의 육상선수 에릭 리델은 100m 달리기에 출전하기로 하였다. 하지만 독실한 그리스도인이었던 그가 올림픽에 참여한 이유도 스포츠를 통해 하느님의 영광을 드러내겠다는 신념에 따른 것이었다. 그는 일요일에 열렸던 100m 달리기 예선을 포기하고, 그 대신 400m 경기에 출전하여 올림픽 신기록을 세우며 금메달을 땄다. 올림픽 이후 에릭 리델은 중국에서 장로교 선교사로 활동하다가 일본군 수용소에서 죽었으나, 그의 하계올림픽에서의 활약은 영화 《불의 전차》로 각색되었다.
- "키티우스, 알티우스, 포르티우스" (라틴어: Citius, Altius, Fortius, 더 빨리·더 높이·더 힘차게)라는 올림픽 표어가 처음으로 쓰였다.